# دوغ أندرسون (لاعب هوكي جليد)
دوغ أندرسون هو لاعب هوكي جليد كندي، ولد في 20 أكتوبر 1927 في إدمونتون في كندا، وتوفي بنفس المكان في 8 يناير 1998.

## وصلات خارجية
- دوغ أندرسون على موقع دوري الهوكي الوطني (الإنجليزية)
- دوغ أندرسون على موقع EliteProspects.com (الإنجليزية)
- دوغ أندرسون على موقع HockeyDB.com (الإنجليزية)
- دوغ أندرسون على موقع Hockey-Reference.com (الإنجليزية)